# Cromartie High School
Cromartie High School (魁!!クロマティ高校?, Sakigake!! Kuromati Kōkō) è un manga del 2001 di Eiji Nonaka da cui successivamente nel 2003 è stato tratto un anime di 26 episodi. Il genere dell'opera è quello demenziale: la trama vede protagonista un gruppo di ragazzi della scuola superiore Cromartie coinvolti in varie situazioni scolastiche improbabili, al limite dell'assurdo. Nel 2005 è stato realizzato Sakigake!! Kuromati Kōkō: The Movie, il film live action basato sull'opera.

## Trama
Quando Kamiyama si trasferisce alla Cromartie High School, si rende subito conto che le voci sulla scuola erano vere: ogni suo studente si distingue per nefandezze compiute durante la propria vita, tanto che ogni delinquente porta un particolare soprannome, come fosse un titolo onorario. Per sopravvivere in questo covo di teppisti l'unica cosa che può fare è adattarsi, cosa in cui riesce subito facendosi accettare immediatamente dal gruppo.
Il ragazzo vive così con i suoi nuovi amici, di cui impara a conoscere pregi e problematiche più o meno intime poco a poco, svariate avventure che vanno dalla rivalità con le altre scuole alla comparsa degli alieni. Infatti sembra che la Cromartie attiri entità particolari da ogni dove. Alcuni compagni di Kamiyama sono l'emblema di questa caratteristica: Mechazawa (un robot cilindrico che tutti senza apparente motivo credono umano), un vero gorilla e uno studente somigliante incredibilmente a Freddie Mercury.

## Stile
I disegni e le animazioni sono particolarmente grezzi e poco curati, dando l'impressione di guardare un anime piuttosto datato. Il character design e lo stile in generale (anche per quanto riguarda la trama e i topoi della serie) ricorda molto Ryōichi Ikegami a cui fa chiaramente il verso.
La comicità di Cromartie High School è costruita intorno al cozzare di elementi improbabili contro la dura realtà in cui viene catapultato il protagonista, un ragazzo che si descrive come normale (seppure ammette di aver commesso un singolo atto grave nella sua vita).

## Personaggi
- Takashi Kamiyama (神山高志, Kamiyama Takashi) - Il protagonista. Si trasferisce alla Cromartie dopo aver compiuto qualcosa di brutto che non vuole rivelare. Si rivolge spesso alla madre come in una sorta di dialogo epistolare e si vede costretto a fare amicizia con i suoi compagni balordi. Per la sua calma e la sua praticità viene subito preso per un duro e arriva persino a venire considerato il miglior teppista del Giappone, pur affermando in continuazione di odiare la violenza. Partecipa ad un programma radiofonico come "Honey Boy" mandando gag e barzellette. Sembra sia l'unico all'inizio a farsi domande sui compagni più strani, come Freddie o Mechazawa.
- Shinjiro Hayashida (林田慎二郎, Hayashida Shinjirō) - Il primo amico di Kamiyama. Non potendo tagliarsi i capelli in stile mohawk, porta una parrucca sui suoi folti capelli che lo rende completamente pelato con una sola striscia in mezzo. È il personaggio più vicino a Kamiyama a cui mostra la scuola e le sue strane attrazioni.
- Akira Maeda (前田彰, Maeda Akira - stesso nome di un famoso wrestler giapponese) - È un delinquente piuttosto forte anche se, dal momento che non ha un soprannome, viene spesso deriso e preso sottogamba dai suoi compagni. Inoltre la sua casa viene sempre invasa da questi per organizzare feste o raduni e in queste occasioni si scopre che ha una madre somigliante a lui in modo inverosimile (tanto da sembrare un uomo). Viene inoltre rapito più volte dalla Bass High School e usato come esca.
- Shinichi Mechazawa (メカ沢新一, Mekasawa Shin'ichi) - Uno dei più noti delinquenti della Cromartie, anche se durante la serie non alza quasi mai le mani. In realtà è un robot dalla forma cilindrica, somigliante ad una batteria. Lui però crede di essere umano e tutti i suoi compagni sembrano convinti che lo sia. Kamiyama tenta di fargli presente la sua vera natura, ma in un modo o nell'altro non riesce mai a farlo e finisce per abituarsi anche lui alla strana situazione. Dopo un incidente Kamiyama lo trasforma in una potente moto con cui combatte il crimine come paladino della giustizia (per poi finire puntualmente in galera per varie infrazioni). Ha un fratello più piccolo chiamato Mechazawa Beta che riesce solo a dire "Meka-ratta", ma che può funzionare da telefono cellulare.
- Freddie - nessuno conosce il suo nome (non parla mai), ma Kamiyama lo chiama Freddie per la sua somiglianza incredibile con Freddie Mercury dei Queen, tale somiglianza viene accentuata quando in un episodio indossa abiti femminili identici a quelli indossati dal cantante nel video I want to break free. Sembra non conoscere una parola di giapponese e tantomeno lo capisce anche se è sempre insieme al gruppo di studenti e a volte li aiuta nelle loro scorribande. Si distingue inoltre per arrivare a scuola con un grande cavallo nero che porta fin dentro l'edificio.
- Gorilla - un vero gorilla considerato uno dei boss della scuola. Rivela di avere una grande dimestichezza in cucina nel preparare il sushi.
- Yutaka Takenouchi (竹之内豊, Takenouchi Yutaka) - Il capo della Cromartie High, è tozzo e pelato e incute un grande timore nei suoi compagni. L'unico suo difetto è che risente degli spostamenti tramite mezzi di trasporto. Si vergogna molto di questa sua problematica e non vuole che gli altri lo vengano a sapere per non compromettere la sua posizione di boss.
- Takeshi Hokuto (北斗武士, Hokuto Takeshi) - Figlio di un potente uomo che presiede diverse scuole giapponesi, si iscrive alla Cromartie fiducioso di poter contare sull'appoggio del proprio padre per conquistare la scuola sotto il suo dominio, ma si accorge troppo tardi che le influenze del padre non arrivano alla Cromartie, che è un istituto pubblico.
- Noboru Yamaguchi (山口ノボル, Yamaguchi Noboru) - Boss del primo anno della Destrade High School. Come le altre scuole si confronta con la Cromartie e in particolare con Kamiyama, dopo aver scoperto che questo partecipa al programma radiofonico presso cui anche lui manda gag e barzellette. Mentre i suoi scagnozzi credono che lui odi gli scherzi poiché costantemente serio e pensieroso, lui in realtà ha l'animo del comico e pensa sempre a battute sopra la media.

## Curiosità
- I nomi delle scuole si rifanno a giocatori stranieri di baseball famosi in Giappone: Randy Bass, Charlie Manuel, Orestes Destrade e Warren Cromartie.
- La canzone misteriosa dell'episodio numero 3 è Ningen Nante di Takuro Yoshida.

## Sigle
- Apertura: Jun (Meaning Genuine) di Takuro Yoshida
- Chiusura: Trust Me di Kunio Suma [Bikyoran]